# Paschen-Back-Effekt

Aufspaltungen der Wasserstoffniveaus unter Einfluss eines Magnetfeldes.

Der Paschen-Back-Effekt (nach Friedrich Paschen und Ernst Back, die ihn 1921 entdeckten) beschreibt die Entkopplung von Spin- und Bahndrehimpulsen beim Anlegen eines starken magnetischen Feldes {\displaystyle {\boldsymbol {B}}}. Ein optisches Spektrum von Atomen mit anomalem Zeeman-Effekt geht somit in ein Spektrum mit normalem Zeeman-Effekt (d. h. mit drei äquidistanten Linien) über.
Spin- und Bahndrehimpulse von einem oder mehreren Elektronen außerhalb gefüllter Schalen sind bei Abwesenheit eines äußeren Feldes zu einem Gesamtdrehimpuls {\displaystyle {\boldsymbol {J}}} der Atomhülle gekoppelt und bilden je nach dessen Quantenzahl {\displaystyle J} Zustände verschiedener Energie. Die Bildung des Gesamtdrehimpulses bedeutet, dass den magnetischen Quantenzahlen der einzelnen Spin- und Bahndrehimpulse kein fester Wert zukommt. Bei Anlegen eines „schwachen“ Magnetfelds bleibt die Quantenzahl {\displaystyle J} des Gesamtdrehimpulses zunächst erhalten, das Niveau spaltet aber proportional zur Stärke des Feldes in {\displaystyle 2J+1} äquidistante „Zeeman-Niveaus“  auf. Für zwei solcher Niveaus mit verschiedenem {\displaystyle J} ist die Aufspaltung im Allgemeinen verschieden groß (je nach Landé-Faktor {\displaystyle g_{J}}):
{\displaystyle \Delta E=g_{J}\,m_{j}\,\hbar \,\gamma \,B}.
Dadurch spalten auch die Spektrallinien der Übergänge zwischen ihnen in eine Anzahl äquidistanter Linien auf (anomaler Zeeman-Effekt). Kommt die Energieaufspaltung mit steigendem Feld in die Nähe des Abstandes der ursprünglichen Niveaus mit verschiedenem {\displaystyle J}, dann macht sich bemerkbar, dass Spin- und Bahndrehimpuls sich mit verschiedener Einstellenergie am Magnetfeld orientieren. Die weitere Aufspaltung ist dann nicht mehr proportional zur Feldstärke. Im „starken“ Magnetfeld schließlich spielt die ursprüngliche Kopplung zum Gesamtdrehimpuls {\displaystyle J} überhaupt keine Rolle mehr. Spin- und Bahndrehimpuls verhalten sich unabhängig voneinander und bestimmen durch ihre Zustände mit jeweils bestimmten magnetischen Quantenzahlen die Energien der aufgespaltenen Niveaus. Diese Aufspaltung ist in allen Niveaus die gleiche, weshalb sich im optischen Spektrum nur noch eine dreifache Linienaufspaltung zeigt, die zum Magnetfeld proportional anwächst. Das entspricht dem normalen Zeeman-Effekt.
{\displaystyle \Delta E=\left(g_{l}m_{l}+g_{s}m_{s}\right)\,\hbar \,\gamma \,B}
Darin ist
- {\displaystyle B} : magnetische Flussdichte
- {\displaystyle g_{\ell }=1} bzw. {\displaystyle g_{s}=2} : Landé-Faktor für den Bahndrehimpuls bzw. Spin
- {\displaystyle m_{J},\ m_{\ell },\ m_{s}} : magnetische Quantenzahl für Gesamtdrehimpuls bzw. Bahndrehimpuls bzw. Spin.

Analog hierzu tritt auch bei der Hyperfeinstrukturaufspaltung ein Paschen-Back-Effekt auf, der die Kopplung zwischen Hüllendrehimpuls {\displaystyle J} und Kerndrehimpuls {\displaystyle I} zum Gesamtdrehimpuls {\displaystyle F} des ganzen Atoms aufbricht.